# Michelle Ryser
Michelle Ryser (* 24. Dezember 1991) ist eine Schweizer Schlagersängerin aus Solothurn. Mit ihrer «Volks-Country»-Albumserie war sie in den 2010er Jahren in der heimischen Hitparade erfolgreich.

## Biografie
Michelle Ryser stammt aus Lohn in Solothurn. Bereits im Kindesalter trat sie als Tänzerin auf. Als Teenagerin war sie Mitglied der Showgruppe der Tanzschule Tschui und begann mit 14 Jahren auch mit dem Singen. Am 5. Juli 2008 hatte sie mit 16 Jahren ihren ersten Auftritt im Musikantenstadl und ein Jahr später brachte sie ihr Debütalbum Achtung, fertig, Michelle! heraus und gewann den kleinen Nachwuchs-Prix-Walo. 2011 trat sie in der Talentshow Alpenrose – Die Schweizer Volksmusik-Show auf.
Ryser absolvierte ein Studium an der Pädagogischen Hochschule in Solothurn und ergriff den Beruf der Lehrerin. Daneben setzte sie auch ihre Musikkarriere fort. Sie tat sich mit dem Produzenten Uwe Altenried, bis 2005 Mitglied der Klostertaler, zusammen und nahm 2013 ihr zweites Album auf. Neben volkstümlichem Schlager enthält es auch Country-Songs wie Jambalaya von Hank Williams und John Denvers Country Roads. Deshalb prägte die Sängerin den Begriff «Volks-Country» für sich und benannte das Album danach. Es schaffte im Herbst 2013 den Sprung in die Schweizer Hitparade und konnte sich 6 Wochen halten.
Drei Jahre später folgte das zweite Album mit dem Titel Volks-Country II, das wieder eine Mischung aus englischsprachigen Covern und deutschen und schweizerischen Schlagersongs enthielt. 2016 kam sie damit auf Platz 11. 2019 folgte Album Nummer 3 im selben Stil, mit dem sie erstmals in die Top 10 der Albumcharts kam. Hinter Beatrice Egli und Francine Jordi gilt sie als dritterfolgreichste Albuminterpretin der Schweizer Schlagermusik.

## Diskografie
Alben
- Achtung, fertig, Michelle! (2009)
- Volks-Country (2013)
- Volks-Country II (2016)
- Volks-Country 3 (2019)

Singles
- Hey Du (mit Rolf Raggenbass, 2012)
- Hoch auf den Weissenstein (2016)